# Class (película)
Class es una película de 1983 dirigida por Lewis John Carlino, escritor y director de The Great Santini. Actúan Andrew McCarthy, Rob Lowe, John Cusack, Virginia Madsen, Lolita Davidovich, y Alan Ruck.

## Elenco
| Actor             | Papel                                  |
| ----------------- | -------------------------------------- |
| Jacqueline Bisset | Ellen Burroughs                        |
| Rob Lowe          | Franklin 'Skip' Burroughs IV           |
| Andrew McCarthy   | Jonathan Ogner                         |
| Cliff Robertson   | Mr. Burroughs (Franklin Burroughs III) |
| Stuart Margolin   | Balaban                                |
| John Cusack       | Roscoe Maibaum                         |
| Alan Ruck         | Roger Jackson                          |
| Virginia Madsen   | Lisa                                   |

## Sinopsis
Jonathan  y  Skip  son compañeros de habitación en el colegio secundario. La buena relación entre ambos le resultará muy útil en asuntos amorosos a Jonathan, una asignatura en la que no tiene mucho éxito. Sin embargo, sus primeros intentos son un tremendo fracaso, hasta que conoce a Ellen, una espléndida mujer mucho mayor que él. Al principio todo va bien, pero de pronto Ellen desaparece. Cuando Jonathan vuelve a encontrarse con Ellen, este se lleva una tremenda sorpresa.